# Ornithoboea multitorta
Ornithoboea multitorta är en tvåhjärtbladig växtart som beskrevs av Brian Laurence Burtt. Ornithoboea multitorta ingår i släktet Ornithoboea och familjen Gesneriaceae. Inga underarter finns listade i Catalogue of Life.